# Shirley (película de 2020)
Shirley es una película de drama biográfica estadounidense de 2020, dirigida por Josephine Decker, a partir de un guion de Sarah Gubbins, basada en la novela del mismo nombre de Susan Scarf Merrell, quien construyó una "historia en gran parte ficticia" sobre la vida real de la novelista Shirley Jackson durante el período de tiempo en el que estaba escribiendo Hangsaman. La película está protagonizada por Elisabeth Moss como Jackson, junto a Michael Stuhlbarg, Odessa Young y Logan Lerman. Martin Scorsese se desempeña como productor ejecutivo.
Shirley tuvo su estreno mundial en el Festival de Cine de Sundance el 25 de enero de 2020, donde Decker ganó el Premio Especial del Jurado U.S. Dramatic a mejor Cine de Autor, y fue lanzada el 5 de junio de 2020 por Neon. La película recibió críticas generalmente positivas, con elogios por la actuación de Moss.

## Argumento
Fred (Logan Lerman) y Rose Nemser (Odessa Young) son una pareja de recién casados que se mudan al Bennington College por motivo del trabajo de Fred como conferencista. Fred está a punto de trabajar para Stanley Hyman (Michael Stuhlbarg), mientras que Rose, aún estudiante, queda inmediatamente cautivada por el trabajo de la esposa de Stanley, Shirley Jackson (Elisabeth Moss).
Poco después de su llegada, Stanley le pide a Rose que haga trabajos serviles en su casa, ya que Shirley está luchando con su trabajo como escritora y un reciente ataque de agorafobia. Fred y Rose se mudan a la casa y Rose se sorprende al ver que sus tareas se asemejan más al papel de un ama de llaves. También es testigo de cómo el matrimonio de Stanley y Shirley es amargo y áspero. Shirley inicialmente es deliberadamente provocativa y cruel con Rose.
Cuando los Nemsers se mudan a su casa, Shirley comienza a escribir, anunciando un nuevo trabajo basado en Paula Jean Welden, una joven que recientemente desapareció del campus de Bennington. Stanley es controlador y obsesivo con la escritura de Shirley, creyendo que es una genio, pero obligándola a mantenerse comprometida con su producción. A pesar de su crueldad inicial, Shirley comienza a pensar en Rose como una musa y se abre a ella, pidiéndole que investigue por ella, incluyendo el robo de los archivos médicos de Paula Jean Welden. A medida que las dos se acercan, Rose se vuelve más protectora con Shirley y un coqueteo sexual aparece entre ellas.
Mientras tanto, la relación entre Stanley y Fred se deteriora a medida que Stanley busca aplastar las ambiciones académicas de Fred y torpedear su carrera.
Unos meses después, Rose da a luz y Shirley sigue sumida en la agonía de la escritura. Sintiendo que los Nemsers ya han cumplido su propósito, Stanley hace arreglos para que se muden. Desesperada por quedarse, Rose escribe el nombre de Paula Jean Welden en un libro de la biblioteca y se lo da a Shirley, dando a entender que Paula podría haber estado tomando un curso con Stanley y tener una aventura con él. Para su sorpresa, Shirley no se ve afectada y revela que sabe muy bien con quién está teniendo una aventura Stanley y que Paula no era una de sus amantes. Ella también le revela que Fred ha tenido aventuras con sus estudiantes todo el tiempo.
Después de enfrentarse a Fred, Rose corre hacia el sendero donde Paula desapareció y Shirley la encuentra a punto de saltar por un acantilado. Rose regresa a casa y ella junto a Fred finalmente abandonan la casa de Hynes-Jackson, aunque Rose jura nunca volver a ser la dócil esposa doméstica de antes.
Por fin sola, Shirley finalmente permite que Stanley lea su trabajo. Lo declara una obra genial y los dos bailan y celebran.

## Reparto
- Elisabeth Moss como Shirley Jackson
- Michael Stuhlbarg como Stanley Hyman
- Odessa Young como Rose Nemser/Paula
- Logan Lerman como Fred Nemser[4]
- Victoria Pedretti como Katherine
- Orlagh Cassidy como Caroline
- Robert Wuhl como Randy Fisher

## Producción
El 16 de mayo de 2018, se anunció que Josephine Decker iba a dirigir una adaptación de la novela Shirley de Susan Scarf Merrell, basada en un guion de Sarah Gubbins. Los productores incluían a Jeffrey Soros, Simon Horsman, Christine Vachon, David Hinojosa, Elisabeth Moss, Sue Naegle y Gubbins. Las compañías de producción involucradas en la película eran Los Angeles Media Fund y Killer Films. Martin Scorsese se desempeña como productor ejecutivo.
Junto al anuncio de la producción inicial, se confirmó que Elisabeth Moss y Michael Stuhlbarg habían sido elegidos para interpretar a Shirley Jackson y a Stanley Hyman, respectivamente. El 6 de septiembre de 2018, se anunció que Odessa Young y Logan Lerman se habían unido al elenco de la película.
La fotografía principal de la película comenzó a fines de julio de 2018 en Jefferson Heights, Nueva York. Algunas escenas también se filmaron en el Vassar College, en reemplazo del Bennington College.

## Lanzamiento
La cinta tuvo su estreno mundial en el Festival de Cine de Sundance el 25 de enero de 2020. Decker ganó el Premio Especial del Jurado U.S. Dramatic a mejor Cine de Autor. Poco después, Neon adquirió los derechos de distribución de la película, que fue lanzada el 5 de junio de 2020.

## Recepción
En el agregador de reseñas Rotten Tomatoes, la película tiene una calificación de aprobación del 88% según 188 reseñas, con una calificación promedio de 7.49/10. El consenso crítico del sitio dice: "Elevada por el trabajo sobresaliente de Elisabeth Moss, Shirley rinde homenaje al legado pionero de su sujeto con una película biográfica que ignora los límites comúnmente aceptados de la forma". En Metacritic, la película tiene un puntaje promedio ponderado de 76 sobre 100, basado en 39 críticas, lo que indica "críticas generalmente favorables".
Laurence Jackson Hyman, el hijo de Shirley Jackson, criticó la interpretación de sus padres en la película, y señaló que "si alguien viene a la película sin saber nada de mis padres, sin duda se irá pensando que mi madre era una alcohólica loca y mi padre un crítico cruel". También expresó que, en su opinión, la película no logró retratar el sentido del humor de Jackson.
Harper's Bazaar consideró la película "un drama apasionante y psicológicamente inquietante", y señaló que "se basa libremente en la vida real... lejos de una película biográfica tradicional, en lugar de jugar con los tropos de terror del propio trabajo de Jackson para atraer a los espectadores a su brillante pero turbada mente".
NBC News afirmó que la película "captura la sensación de escalofríos en la columna vertebral que la escritura de Jackson domina con tanta habilidad". Observó además que "si bien muchos de los personajes son reales, la mayoría del libro de Merrell (sic) es ficticio, lo que podría confundir al espectador casual de películas" y señaló que "el dilema de ficcionar una vida real no es nuevo, y sigue siendo un esfuerzo éticamente complicado". Además dijo que "Después de ver Shirley, puede haber personas que piensen que Shirley Jackson era cruel, sin hijos e incapaz de mantenerse bañada y alimentada. Y eso es lamentable".

## Premios y nominaciones
| Premio                       | Categoría                                           | Nominado         | Resultado | Ref(s) |
| ---------------------------- | --------------------------------------------------- | ---------------- | --------- | ------ |
| Festival de Cine de Sundance | U.S. Dramatic Special Jury Award: Auteur Filmmaking | Josephine Decker | Ganador   | [ 20 ] |
| Festival de Cine de Sundance | U.S. Dramatic Competition Grand Jury Prize          | Josephine Decker | Nominado  | [ 20 ] |
| Florida Film Critics Circle  | Best Actress                                        | Elisabeth Moss   | Nominado  | [ 21 ] |
| Florida Film Critics Circle  | Best Art Direction/Production Design                | Kirby Feagan     | Nominado  | [ 21 ] |
| Florida Film Critics Circle  | Breakout Award                                      | Odessa Young     | Nominado  | [ 21 ] |